# أبو بكر المرادي
أبو بكر المرادي (؟ - 489هـ \ ؟- حوالي 1096 م) عالم وإمام في أصول الدين، عالم بالاعتقاد، والأصول، والأدب، ولد في القيروان، لقب بقاضي الصحراء كان أحد أبرز رموز الدولة المرابطية، وأصله من آزوكي في موريتانيا الحالية.

## ذكره
كان المرادي ذا ثقافة كلامية أصولية، ولم يكن ذلك معروفاً ولا معهوداً بين مالكية المغرب الأقصى. حيث ورد في ترجمة ابن الزيات التادلي في كتابه «التشوف» لأبي الحجاج يوسف ابن موسى الكلبي الضرير تلميذ المرادي الذي قال: «وكان آخر أئمة المغرب الأقصى فيما أخذه عن أبي بكر محمد بن الحسن الحضرمي المعروف بالمرادي من علوم الاعتقادات، وكان مختصاً به، ويعتقد أن المرادي أول من أدخل علوم الاعتقادات بالمغرب الأقصى»، ويقول العباس بن إبراهيم السملالي في «الإعلام بمن حل مراكش وأغمات من الأعلام» : «كان محمد بن الحسن المرادي، رجلا نبيهاً عالماً وإماماً في أصول الدين، له نهوض في علم الاعتقادات والأصول ومشاركة في الأدب وقرض الشعر، كان ذا حظاً وافراً في البلاغة والفصاحة، دخل قرطبة سنة 487هـ. اختلف إلى أبي مروان ابن سراج في سماع التبصرة لمكي بن أبي طالب وحدث بكتاب فقه اللغة لأبي منصور الثعالبي، وله في أصول الدين توالف حسان مفيدة. ومن أصحابه أيضاً يوسف الكلبي الضرير دفين مراكش، أخذ عنه علم الكلام.»

### علاقته مع أبو بكر بن عمر
بعد تخلي أبي بكر بن عمر عن الملك لصالح يوسف بن تاشفين وعودته إلى الصحراء نهائياً اصطحب معه مجموعة من العلماء من أجل نشر الثقافة الإسلامية، وكان الإمام المرادي في طليعتهم. يقول الدكتور رضوان السيد في مقدمة تحقيقه لكتاب المرادي "الإشارة إلى أدب الإمارة": "سار المرادي مع أبي بكر بن عمر اللمثوني المرابطي في زحفه إلى الصحراء باتجاه بلاد السودان، وهناك في مدينة آزوكي استعمله أبو بكر بن عمر على القضاء.

### آثاره ووفاته
من أشهر كتبه ذاك الكتاب «السياسة أو الاشارة في تدبير الإمارة» الذي ألفه إلى الحاكم المرابطي أبي بكر بن عمر، وجعله منهاجاً فكرياً قابلاً للتطبيق في مجال السلوك السياسي، وفي مجال السلوك الأخلاقي، فهو في الحقيقة كتاب يهتم بالإنسان وبعلاقاته الاجتماعية وأحواله النفسية، كما يهتم بشؤون السياسة العامة المتصلة بالجهاز الإداري وبالسلطة التنفيذية. روى عنه أبو الحجاج جميع تواليفه ورواياته، وكان من بينها بالإضافة إلى كتاب «فقه اللغة» للثعالبي، أرجوزته الصغرى التي ألفها في الاعتقاد، وكتاب التجديد وأرجوزته الكبرى.
توفي أبو بكر المرادي الحضرمي عام 489هـ بآزوگي من صحراء موريتانيا.

## وصلات خارجية
- مغرس: أبو بكر المرادي